# Virgilio
Virgilio era un municipi situat al territori de la província de Màntua, a la regió de la Llombardia, (Itàlia).
Virgilio limitava amb els municipis de Bagnolo San Vito, Borgoforte, Curtatone i Mantova.
Pertanyien al municipi les frazioni de Cappelletta, Cerese (seu de l'ajuntament) i Pietole
El 2014 es fa fusionar amb el municipi de Borgoforte creant així el nou municipi de Borgo Virgilio, després de la celebració d'un referèndum.